# 東京バーニング・タウン
「東京バーニング・タウン」（とうきょう - ）はMAGICの5枚目のシングル。1992年10月21日にメルダックから発売。

## 概要
日本テレビ系「刑事貴族3」オープニング・テーマだが、実際作品に使用されたのはカップリングの表題曲の英語バージョン。

## 収録曲
1. 東京バーニング・タウン
  - 作詞：船橋孝樹
  - 作曲：久米浩司・山口憲一・魚海洋司
  - 編曲：魚海洋司・MAGIC
2. 東京バーニング・タウン (english ver.)
  - 英語詞：ティム・ジェンセン
3. 東京バーニング・タウン (inst.)